# Umangi
Umangi ist eine Siedlung am rechten Ufer des Kongo-Flusses, ca. 15 Kilometer flussabwärts von Lisala in der Provinz Mongala der Demokratischen Republik Kongo.

## Geschichte
Umangi gehörte zu den Kolonialstationen, die 1888–1889 von einer belgischen Expedition unter der Leitung von Francis Dhanis gegründet wurden.

## Weblink
- Umangi auf GeoNames.